# Crescentia portoricensis
Crescentia portoricensis е вид многогодишно вечнозелено растение от семейство Bignoniaceae.

## Разпространение
Видът е ендемичен за остров Пуерто Рико.